# M67無後座力炮
M67無後座力砲是一款由美国和以後的大韩民国所生產的第三世代90毫米肩扛式反坦克无后座力砲，發射90毫米無後座力砲彈，它亦可用以發射同口徑的M590殺傷人員砲彈以用作殺傷人員用途。
M67無後座力砲被設計為以使用兩腳架和單腳架在地面上發射為主，但當將折疊式兩腳架用作肩托架而單腳架用作前握把以後也可以以肩扛形式射擊。該武器為空氣冷卻和後膛裝填，並發射固定彈藥。作為直接射擊武器，它採用視距測距，以前蘇聯坦克尺寸為範本在射擊範圍以內時使用的瞄準橋接線為藍本，用作簡易測距。

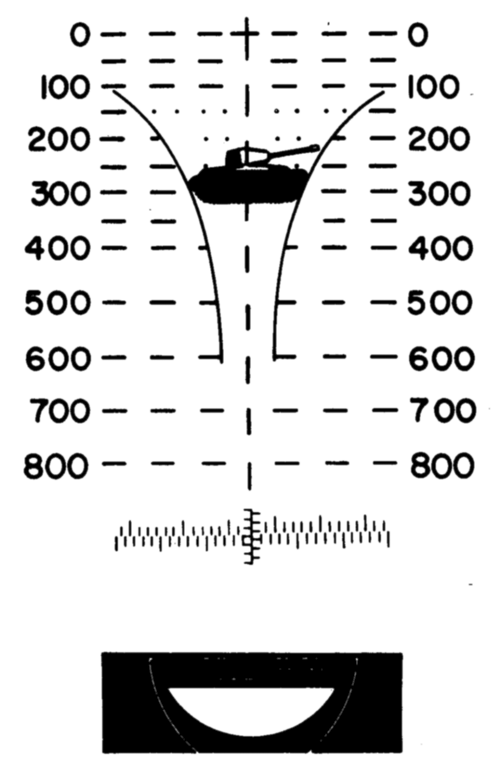
M67無後座力炮的瞄準鏡內視距測距刻度線，以蘇聯戰車寬度約在3.6公尺，車身不含炮管的長度約在7公尺，此圖顯示目標距離為275公尺。

## 歷史和使用
1960年代早期，M67無後座力砲獲美国陆军和海軍陸戰隊採用而投入服役以後，與大得多的106毫米口徑M40無後座力砲一起在越南战争中使用。M67被證明是一款可靠和有效的武器，它在戰鬥中主要是攻擊敵軍人員和防禦工事，而對裝甲目標卻只能造成輕度損傷甚至根本不能摧毀。雖然部隊稱讚其成效，M67也受到了嚴厲批評，因為武器的重量和長度以及其筒後噴火，這往往妨礙了在進攻行動中的使用。由於這些缺點，一些海軍陸戰隊部隊比起M67更傾向於繼續使用舊式的M20「超級巴祖卡」火箭筒。自1975年開始，它在美軍武器裝備中逐漸地被M47龍式反坦克飛彈所取代。
但M67並沒有完全地從軍隊中退役。相反地，它被保留作為特殊任務或某種戰鬥環境的替代型標準反坦克武器。由於龍式的电池和BGM-71拖式飛彈的指令傳輸線纜可能會因為極低溫的環境以下發生故障，M67於部署在北極環境的單位中使用和在許多駐紮西德的步兵單位之中，比如第15步兵師、第3步兵師都獲保留。截至1988年，駐紮阿拉斯加的第6輕步兵師的特殊武器排之中仍在使用M67。1989年，有兩具M67分別被193步兵旅和87步兵團5營C連在巴拿馬共和國的「正義之師行動」（Operation Just Cause）期間使用，並且發射M590人員殺傷彈。同樣地，西柏林的城市環境促使了美軍的第502步兵團第4、第5和第6營，以及柏林旅保留該武器，遲至1991年的冬天；1992年1月，它才被M47「龍」式所取代。陸軍遊騎兵（包括第75遊騎兵團）在他們的每個排的武器中都保留了M67，直到1990年代，當它被84毫米卡爾·古斯塔夫M3所取代。1983年「緊急狂暴行動」（Operation Urgent Fury）期間，遊騎兵的M67，在格林纳达擊破人民革命軍的四至五輛BTR-60装甲输送车中起了關鍵作用。最後運用M67的兵科是戰鬥工兵，它們用M67作為摧毀碉堡和其它硬點目標的破障砲。至少晚至1990年，戰鬥工兵仍裝備M67以用作他們經修改後的編裝表（MTOE）的一部分。
在2011年2月的新聞中，提到第101空降師從庫存武器中提領了少數M67無後座力砲用於阿富汗戰場，這批M67供給第4作戰旅下屬之第506步兵團，用以打擊敵方防禦工事和集結敵軍。由於M67可重複裝填，且配有M590人員殺傷彈，在靜態防護陣地及伏擊時對於人員目標效果效果絕佳。但隨著美軍引進彈藥種類更多樣化的M3 MAAWS成為制式武器後，M67再次淘汰。
目前，M67仍被薩爾瓦多軍隊和大韓民國陸軍所採用。

## 描述

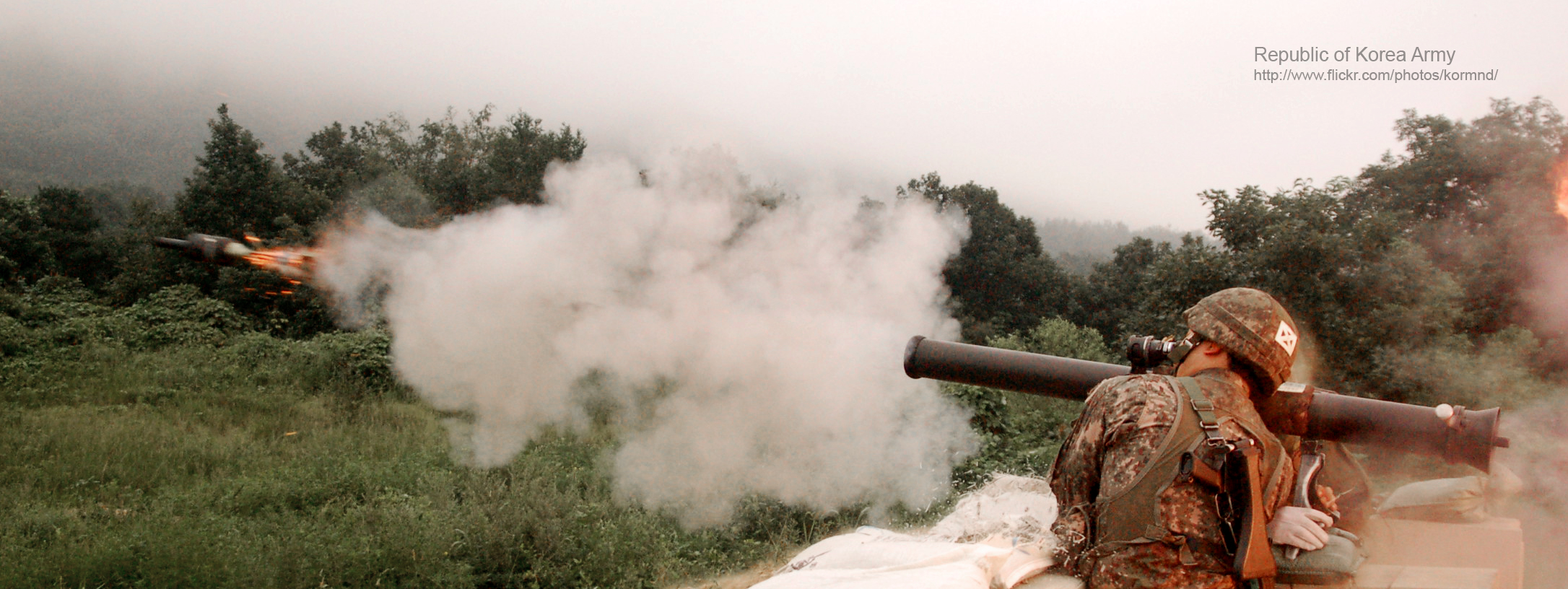
大韓民國海軍陸戰隊隊員操作M67無後座力炮，攝於2013年8月23日。

M67的形狀像在一根長長的管子上、沿著砲管身約一半的位置十點鐘和三點鐘的方向裝上光学瞄准镜組件和扳機。這六點鐘位置之下的是單腳架，而從那裡向後一半、同樣之下的是兩腳架。該武器需要三個操作人員操作它：一名砲手，副砲手（裝填手）和彈藥手。後膛是在右側以鉸鏈鉸接，並且必須解鎖擺動打開以裝填砲彈。然後將其擺動封閉，而當該無後座力砲開火以後，砲彈彈殼後端破裂，並從砲後膛座的背面炸出砲外。在砲管的左側，靠近光學瞄準鏡和扳機組件的是石棉隔熱罩，用以射擊時，保護砲手的肩部和頸部避免被砲管身的熱量灼傷。
這無後座力砲能夠保持每分鐘一發的持續射速，但武器也可在由訓練有素的操作人員操作下將射速加快至每六秒鐘一發（10發／分鐘）的速度快速射擊。但快速射擊被限制為5發砲彈以內，之後必須用15分鐘的時間進行冷卻。
M49A1次口徑內膛訓練器（俗稱內膛炮），發射7.62×51毫米北约口徑制式步枪子彈，通常用在將光學瞄準鏡歸零和射擊訓練的用途。光學瞄準鏡將通過在砲管開口設置交叉型弦線進行目視歸零（在砲管的端部具有橡膠圈環和凹槽，以促進保持弦線在正確位置），然後通過內膛炮發射該次口徑彈可以用於歸零。

## 彈藥
這門90毫米無后座力砲彈藥是以完全固定的形態發配給操作人員。“固定”的一詞是指砲彈彈頭和砲彈發射藥殼體壓接在一起。這可確保砲彈彈頭和砲彈發射藥殼體的正確對準。它也使其可更快的（重新）裝填，因為砲彈彈頭和砲彈殼體是以一個單位（一整發砲彈）般裝填被容具包裝。砲彈殼體的後端是由易碎材料所製成，發射時會被完全摧毀。所使用的砲彈彈頭是已預先刻上了膛線帶的附膛線彈藥，也就是說，被切割出來的迴轉帶是為了配合陽膛孔，用以捕集氣體和讓砲彈彈頭自旋穩定。

### M371實訓彈
M371是M371A1高爆反坦克彈的訓練彈型版本。彈頭原來內裝的高爆性質炸藥填充物被惰性壓載物所取代，以保持它在相同的重量和飛行性能。鼻形帽中包含煙霧粒料以標記彈著點。
- 砲彈重量：4.2公斤（9.25磅）
- 砲彈長度：713.74毫米（28.1英吋）
- 彈頭重量：3.06公斤（6.75磅）
- 砲口初速：213.36米／秒（700英尺／秒）
- 最大有效射程：399.59公尺（437碼，1,311英尺）
- 保險絲：PIBD M530A1

### M371A1高爆反坦克彈
M371A1高爆反坦克彈採用了特殊的尾翼穩定式砲彈，而且採用锥形装药利用门罗效应来穿透装甲。弹头起爆时，炸药爆轰将弹头内的药型罩熔化为金属射流。高速金属射流能够穿透相当于装药直径六到七倍厚的均质钢装甲。破甲弹依靠金属射流的动能而不是爆炸或燃烧效果击穿装甲。
高爆反坦克彈主要是對裝甲用途的彈藥。它也可以對次要目標，比如火炮射位和碉堡使用，並具有極佳的效果。它能夠貫穿3.5英尺（1.1米）的填充土壤、2.5英尺（1.2米）的钢筋混凝土或1.15英尺（350毫米）的（钢製）装甲板。
- 砲彈重量：4.2公斤（9.25磅）
- 砲彈長度：713.74毫米（28.1英吋）
- 彈頭重量：3.06公斤（6.75磅）
- 砲口初速：213.36米／秒（700英尺／秒）
- 最大有效射程：399.59公尺（437碼，1,311英尺）
- 保險絲：PIBD M530A1

### M590人員殺傷彈
M590（XM590E1）人員殺傷霰彈（簡稱：M590霰彈）的彈頭內藏箭形彈，設計用於防禦打擊近距離敵軍集結步兵攻勢。砲彈是由一個砲彈發射藥殼體壓接到霰彈罐。霰彈罐是由薄壁、深拉、鋁合金罐身，內藏2,400枚 （重量約0.5公克）、低風阻、尾翼穩定、鋼絲製麥芒狀飛鏢彈的有效載荷。當霰彈罐離開砲口，壓力使霰彈罐沿著刻有用以標識的劃線破裂以釋放內藏飛鏢彈，並向霰彈前方以約8度的錐角分散。
- 砲彈重量：3,08公斤（6.79磅）
- 砲彈長度：487.43毫米（19.19英吋）
- 彈頭重量：1.8公斤（3.97磅）
- 砲口初速：381米／秒（1,250英尺／秒）
- 最大有效射程：299.92公尺（328碼，984英尺）
- 保險絲：無

## 與可比的武器性能相比較
| 武器                | 口徑   | 砲口初速  | 彈頭         | 裝甲貫穿深度 | 有效射程 | 照準器倍率 |
| ------------------- | ------ | --------- | ------------ | ------------ | -------- | ---------- |
| M67                 | 90公釐 | 213米／秒 | 3.06公斤HEAT | 350公釐      | 400公尺  | 3×         |
| 卡爾·古斯塔夫M2     | 84公釐 | 310米／秒 | 1.70公斤HEAT | 400公釐      | 450公尺  | 2×         |
| LRAC F1反坦克火箭筒 | 89公釐 | 300米／秒 | 2.20公斤HEAT | 400公釐      | 600公尺  | N/A        |
| RPG-7               | 85公釐 | 300米／秒 | 2.25公斤HEAT | 320公釐      | 500公尺  | 2.5×       |
| B-300反坦克火箭筒   | 82公釐 | 280米／秒 | 3.00公斤HEAT | 400公釐      | 400公尺  | N/A        |

數據來自簡氏步兵武器1984-85年版本。

## 流行文化

### 電子遊戲
- 2007年—：隨轟炸擂台模式登場並僅限於轟炸擂台模式及其他部份地圖中使用，正式命名為「Bazooka」；港台地區命名為「火箭筒90 Milli無反動槍」；中國大陸地區命名為「火箭砲」。奇怪地新增了可拆卸式彈匣而具有20發容量、可半自動射擊、發射84毫米火箭彈和使用AT4的光学瞄准镜，而且能力在轟炸擂台模式當中亦有所誇大。

## 資料來源
1. ↑  Jane's Infantry Weapons 1984–85, p. 740
2. ↑  Green, Michael, and Stewart, Greg, Weapons of the Modern Marines, (2004), St. Paul: MBI Publishing Co., p. 51
3. ↑  Menzies, Kimberly K. . Task Force Currahee Public Affairs. Clarksville TN Online. 2011-02-12  [2011-11-06]. （原始内容存档于2021-01-25）.
4. ↑  The U.S. Army Wants to Give Troops a New Super Missile （页面存档备份，存于） - Warisboring.com, 16 December 2015
5. ↑   (PDF).   [2016-09-16]. （原始内容存档 (PDF)于2021-01-25）.

## 外部連結
- 维基共享资源上的相關多媒體資源：M67無後座力炮